# Linderödsåsens nordsluttnings naturreservat
Linderödsåsens nordsluttnings naturreservat är ett naturreservat i Hässleholms kommun och Kristianstads kommun i Skåne län.
För den del av området bildades 3 oktober 2014 naturreservatet Råbocksarp om 88 hektar. 2020 namnändrades och utökades naturreservatet med bland annat Olarps naturreservat. Linderödsåsens nordsluttnings naturreservat omfattar därefter 366 hektar. 

Det ligger på nordsluttningen av Linderödsåsen och består av ädellövskog, Lövskog, sumpskogar och Vramsåns vattenområde.